# Monato
Monato (« mois » en espéranto) est un magazine espérantophone indépendant fondé en 1979 par Stefan Maul (eo). Il édite des articles concernant la politique, la culture, la science et d'autres thèmes. Il est imprimé en Belgique et a des lecteurs et des correspondants dans 65 pays.

## Histoire
Le premier numéro est paru le 15 janvier 1980 et depuis cette date, un numéro sort chaque mois. Monato est le successeur de Semajno (« semaine » en espéranto) dont il n'y eut qu'un seul numéro le 1er septembre 1978.
Il existe en tout cinq versions différentes de Monato. La plus populaire et la première est la version papier[réf. nécessaire]. Il existe également des versions audio du magazine pour les aveugles qui n'ont cependant pas accès à tous les articles. Depuis 2001, les abonnés peuvent recevoir tous les textes de Monato par courriel, soit en convention-X[pas clair], soit en Unicode. En 2003 fut créée la version PDF. Tous les textes de la revue sont également consultables sur Internet. Les abonnés peuvent consulter tous les textes alors que les non-abonnés ne peuvent consulter que les premiers règles des textes.

## Équipes

### Direction
- Rédacteur en chef : Paul Peeraerts
- Rédacteur en chef honoraire : Stefan Maul

### Rédaction
- Art : Claude Nourmont-Moon (eo)
- Économie : Roland Rotsaert (eo)
- Essais : Paul Peeraerts
- Histoire : Trevor Steele
- Informatique : Edmund Grimley Evans (eo)
- Loisirs : Evgeni Georgiev (eo)
- Lettres du lectorat : Paul Peeraerts
- Livres : Boris Kolker
- Langue : Roberto Pigro (eo)
- Littérature : Trevor Steele
- Média : Krys Williams (eo)
- Politique : Alexander Shlafer (eo)
- Science : Roberto Pigro (eo)
- Tourisme : Evgeni Georgiev (eo)
- Vie moderne : Norberto Díaz Guevara
- Vie spirituelle : Alberto García Fumero (eo)

### Correction de la langue
- Renato Corsetti
- Edmund Grimley Evans (eo)
- Jens S. Larsen (eo)
- Rob Moerbeek (eo)
- Brian Moon (eo)
- Manolo Parra (eo)
- Andrej Peĉënkin
- Anna Pentus (eo)
- Mati Pentus (eo)

### Autres
- Vérification des faits : André Ruysschaert (eo)
- Graphisme : Ferriol Macip i Bonet et Zep Armentano